# Braunwaldbahn
| Braunwaldbahn |                     |                                   |                                   |
| Logo Braunwaldbahn |                     |                                   |                                   |
| Fahrplanfeld: | 2840                |                                   |                                   |
| Streckenlänge: | 1,367 km            |                                   |                                   |
| Spurweite: | 1000 mm (Meterspur) |                                   |                                   |
| Maximale Neigung: | 680 ‰               |                                   |                                   |
| Streckengeschwindigkeit: | 21,6 km/h           |                                   |                                   |
| |                     |                                   |                                   |
| \| \| \| SBB von Ziegelbrücke nach Linthal \| \| \| \| 0,000 \| Linthal Braunwaldbahn \| 674 m ü. M. \| \| \| \| Chieligenbrücke (440 m) \| \| \| \| \| AusweichstelleKoordinaten: 46° 56′ 2,5″ N, 9° 0′ 3,1″ O; CH1903: 718955 / 199288 \| \| \| \| \| Tunnel \| \| \| \| 1,367 \| Braunwald \| 1254 m ü. M. \| |                     |                                   |                                   |
| Haltepunkt / Haltestelle quer |                     | SBB von Ziegelbrücke nach Linthal | SBB von Ziegelbrücke nach Linthal |
| Haltepunkt / Haltestelle Streckenanfang | 0,000               | Linthal Braunwaldbahn             | 674 m ü. M.                       |
| Brücke |                     | Chieligenbrücke (440 m)           | Chieligenbrücke (440 m)           |
| |                     | Ausweichstelle                    |                                   |
| Tunnel |                     | Tunnel                            | Tunnel                            |
| Haltepunkt / Haltestelle Streckenende | 1,367               | Braunwald                         | 1254 m ü. M.                      |

Die Braunwaldbahn (BRSB) ist eine Standseilbahn im Kanton Glarus in der Schweiz. Die Braunwald Standseilbahn AG betreibt neben der Standseilbahn auch die Sportbahnen in Braunwald. Die Braunwaldbahn verbindet die SBB-Station Linthal Braunwaldbahn auf 674 m ü. M. mit dem Lufthöhenkurort Braunwald auf 1254 m ü. M. Braunwald ist einer der autofreien Orte der Schweiz, welche nur mit der Bahn bequem zu erreichen sind.

## Beschreibung

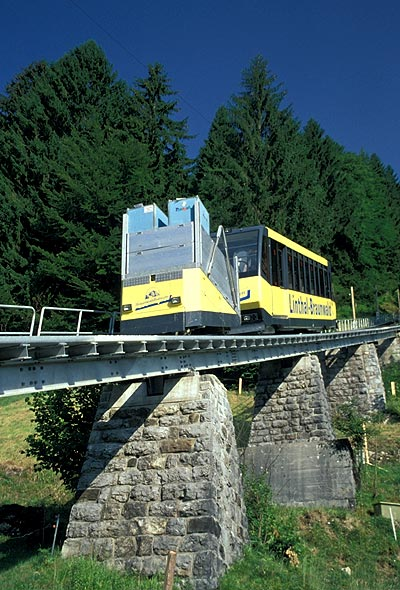
Braunwaldbahn mit beladenem Anhängewagen

Die Standseilbahn Braunwald führt von der SBB-Haltestelle Linthal Braunwaldbahn zum Tannenboden, wo sich die Ausweichstelle befindet, und weiter zur Bergstation. In der Talstation besteht ein SBB-Anschlussgleis in Normalspur und ein Rollgleis für den Ölumschlag in 600 mm Spurweite. Die beiden Fahrzeuge verkehren unbegleitet. In den Wagen sind Kameras installiert, welche die Sicht des Fahrzeugführers zur Videozentrale in der Bergstation übermitteln. Befinden sich Hindernisse auf der Strecke, wird die Anlage automatisch stillgesetzt. Die beiden Wagen sind mit Drehgestellen ausgestattet. Der Wagenkasten stützt sich auf acht Spiralfedern ab und ist zudem ölhydraulisch gedämpft. Die tiefgezogenen Fensterfronten ermöglichen einen guten Ausblick. Der talseitige Anhängewagen erlaubt den Transport von 1,5 Tonnen Gütern.
Seit 2007 tragen die beiden Wagen einen Anstrich in Weiss und Rot, wie er auch bei den Glarner Bussen und beim Glarner Sprinter verwendet wird.
Die bei Standseilbahnen früher üblichen Keilkopfschienen werden nicht mehr gewalzt. Bei der technischen Sanierung im Jahr 1997 wurden Vignolschienen mit dem deutschen Profil S 33 mit parallelen Schienenkopfflanken eingebaut. Um ein Ausgleiten nach oben zu verhindern, greifen die Schienenkopfbremsen unter dem Schienenkopf an. Bei Stromausfall oder Störungen stellt ein dieselhydraulischer Antrieb den Fahrbetrieb sicher. Ausserdem erlaubt ein Dienstweg entlang der gesamten Strecke im Notfall eine Evakuierung der Fahrgäste.
Die Braunwaldbahn transportiert jährlich 400’000 bis 500’000 Personen und 6000 Tonnen Güter. Weil die Standseilbahn nicht nur dem Tourismus dient, sondern auch der Erschliessung des Dorfs durch den öffentlichen Verkehr, ist die Braunwaldbahn in den Tarifverbund Ostwind integriert. Für die Fahrt von Linthal nach Braunwald müssen zwei Zonen gelöst werden.

### Technische Daten
Strecke
- Spurweite: 1000 mm
- Streckenlänge: 1367 m
- Höhendifferenz: 580 m
- Seildurchmesser: 42 mm
- Geschwindigkeit: 6 m/s
- Fahrzeit: 4,5 Minuten
- Maximale Steigung 68 %

 Antrieb 
- Leistung: 380 kW

Wagen

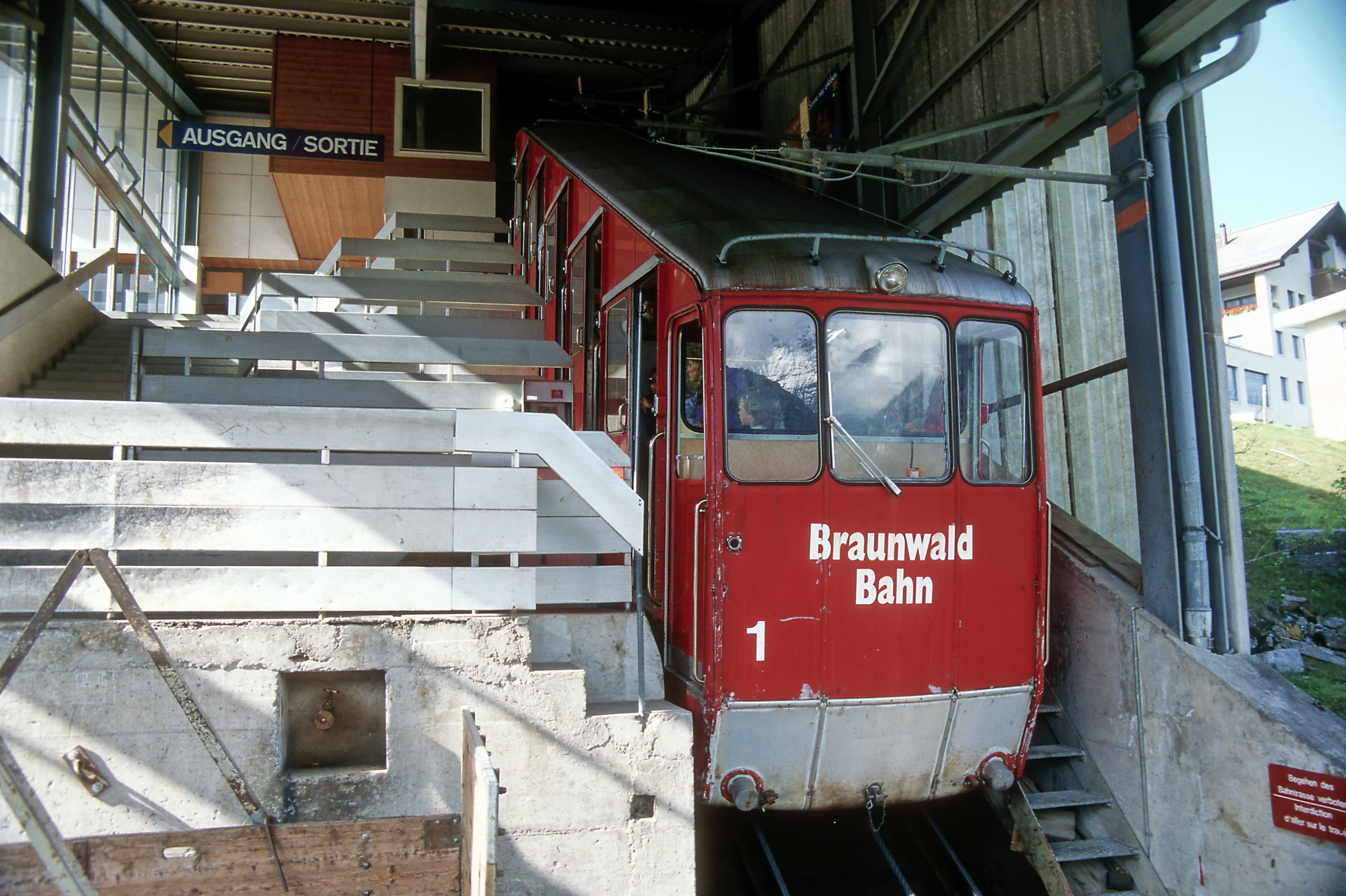
Wagen 1 von 1967 im letzten Betriebsjahr 1996 in der Bergstation Braunwald

Aktie über 500 Franken der Braunwaldbahn AG vom 1. Oktober 1947

- Fassungsvermögen: je 114 Personen oder 95 Personen und 1,5 t Güter
- Baujahr: 1997
- Beförderungskapazität: 900 Personen pro Stunde

## Geschichte

### Gründung und Bau
Die Bahn wurde für den Tourismus erbaut und vollständig privat finanziert. Für den Warentransport nach Braunwald bestand schon seit 1902 die Seilbahn Rüti–Braunwald.
Der Bau der Bahn wurde von Albert Bebié initiiert, der zusammen mit seinem Schwager Friedrich Hefti Josef Durrer als Ingenieur gewinnen konnte. Dieser war für die Ausarbeitung der Pläne der Bahn verantwortlich und leitete auch die Bauarbeiten. Der Bahnbau wurde von der Baufirma Hünerwadel & Toneatti ausgeführt. Der Kostenvoranschlag von 480’000 Schweizer Franken konnte eingehalten werden.
Die Bahn wurde am 6. August 1907, mit zweimonatiger Verspätung, eröffnet und fuhr anfänglich nur im Sommer. Erst 1928 wurde der Ganzjahresbetrieb eingeführt. In diesem Jahr wechselte der Besitzer, denn der Verkehrsverein von Braunwald konnte sich die Aktienmehrheit sichern.

### Modernisierungen
1932 wurde der Antrieb ersetzt, was eine Erhöhung der Fahrgeschwindigkeit von 1,2 m/s auf 2,6 m/s erlaubte. Damit sank die Fahrzeit von 20 auf 10 Minuten. Die beiden alten offenen Holzwagen wurden 1939 durch Leichtmetallwagen mit einem Fassungsvermögen von 60 Personen ersetzt.
Die Bergstation wurde 1964 abgebrochen und durch einen Neubau ersetzt, welcher 1966 bezogen wurde. Zugleich wurden die Antriebsanlage und das Zugseil ersetzt (Einbau Zugseil November 1965). Dieser Umbau ermöglichte eine Erhöhung der Fahrgeschwindigkeit auf 3,3 m/s.
Die vorhandenen silberfarbigen Wagen wurden am 13. November 1967 durch neue Wagen mit einem Fassungsvermögen von 100 Personen ersetzt. Diese wurden von Gangloff in Bern in Aluminiumbauweise hergestellt und rot gestrichen. Mit den neuen Wagen wurde eine maximale Fahrgeschwindigkeit auf 3,5 m/s bewilligt. Im Normalbetrieb wurde weiterhin mit 2,6 m/s gefahren. Die veröffentlichte Fahrzeit blieb bei 10 Minuten.
1981 wurde die Talstation direkt an die SBB-Bahnstrecke verlegt, wobei gleichzeitig die Haltestelle Linthal Braunwaldbahn erstellt wurde. Diese wurde mit dem Fahrplanwechsel am 23. Mai 1982 eröffnet.

### Totalsanierung 1997
1997 wurde die Braunwaldbahn umfassend erneuert. Dabei wurden zwei Drittel des Unterbaus und die Tannenbodenbrücke komplett neu gebaut, der Tunnel erweitert und die Gleise neu verlegt. Seil, Antrieb und Steuerung wurden ersetzt und neue Wagen – einer gelb und einer blau – in Betrieb genommen. Weil Braunwald nur über die Standseilbahn erreichbar ist, mussten die Bauarbeiten an der Strecke in möglichst kurzer Zeit ausgeführt werden. Auf der Baustelle waren 80 bis 100 Personen beschäftigt. Während den sieben Wochen Bauzeit erfolgten die notwendigsten Gütertransporte mit zwei Bauseilbahnen, für Personentransporte wurden Helikopter eingesetzt.
Die Glarner Landsgemeinde sprach 1995 für die Sanierung der Braunwaldbahn einen Kredit von 15,2 Millionen Franken.

### Sanierung 2023
2023 wurde die Braunwaldbahn komplett auf die Anforderungen des Behindertengleichstellungsgesetzes angepasst, u. a. mit der Nachrüstung von beweglichen Spaltüberbrückungen. Die Chieligenbrücke und die Brücke unterhalb des Tunnels aus dem Jahr 1907 wurden durch Neubauten ersetzt. Im Tunnel wurde ein 60 Zentimeter breiter Weg angelegt. An der Ostseite der Bergstation wurde zudem ein neuer Maschinenraum gebaut.

### Zukunft
Für die zukünftige Erschließung Braunwalds wurden verschiedene Varianten untersucht, darunter der Bau einer Einseilkabinenbahn sowie der Neubau der Standseilbahn auf bestehendem Trassee und einer Bergstation in veränderter Lage. Im Mai 2023 entschied sich der Kanton Glarus für letztere Variante.